# کروستتس
کروستتس (به بلغاری: Krustets) یک منطقهٔ مسکونی در بلغارستان است که در تریاونا واقع شده‌است.